# Pagetové
Pagetové jsou britský šlechtický rod, jehož zakladatelem byl William Paget, 1. baron Paget (1506–1563), diplomat a vlivný poradce Jindřicha VIII. V roce 1552 byl povýšen na barona a získal rozsáhlé pozemky v hrabství Staffordshire a poblíž Londýna. Od názvu současné londýnské čtvrti Uxbridge byl odvozen hraběcí titul udělený jeho potomkům v roce 1714. Tento původní rod Pagetů vymřel v roce 1769, jméno a dědictví převzal příbuzný Henry Bayly (1744–1812), který získal obnovený titul hraběte z Uxbridge (1784). V generaci jeho potomků se z Pagetů stala vlivná aristokratická dynastie, nejvýznamnějším členem rodu byl vojevůdce napoleonských válek a hrdina od Waterloo Henry William Paget, 1. markýz z Anglesey (1768–1854), který v roce 1815 získal titul markýze z Anglesey odvozený od jména ostrova poblíž rodových statků ve Walesu. Až do 20. století pocházela z rodu Pagetů řada diplomatů a vysokých důstojníků v námořnictvu a armádě. Hlavním rodovým sídlem je zámek Plas Newydd ve Walesu, jednotliví členové rodu ale vlastnili řadu dalších venkovských zámků na různých místech Anglie. Současným představitelem rodu je Charles Alexander Paget, 8. markýz z Anglesey (*1950).

## Dějiny

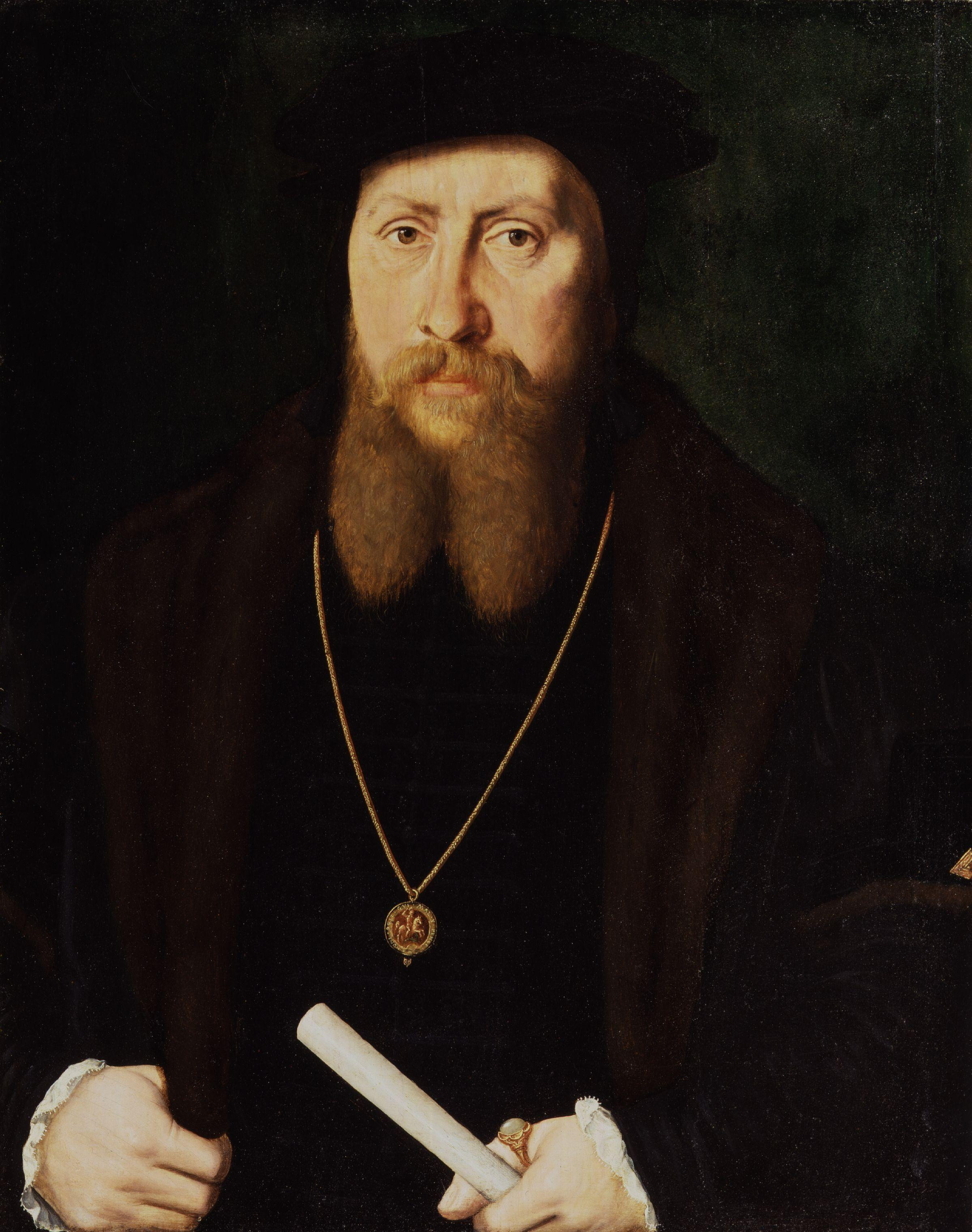
William Paget, 1. baron Paget (1506–1563)

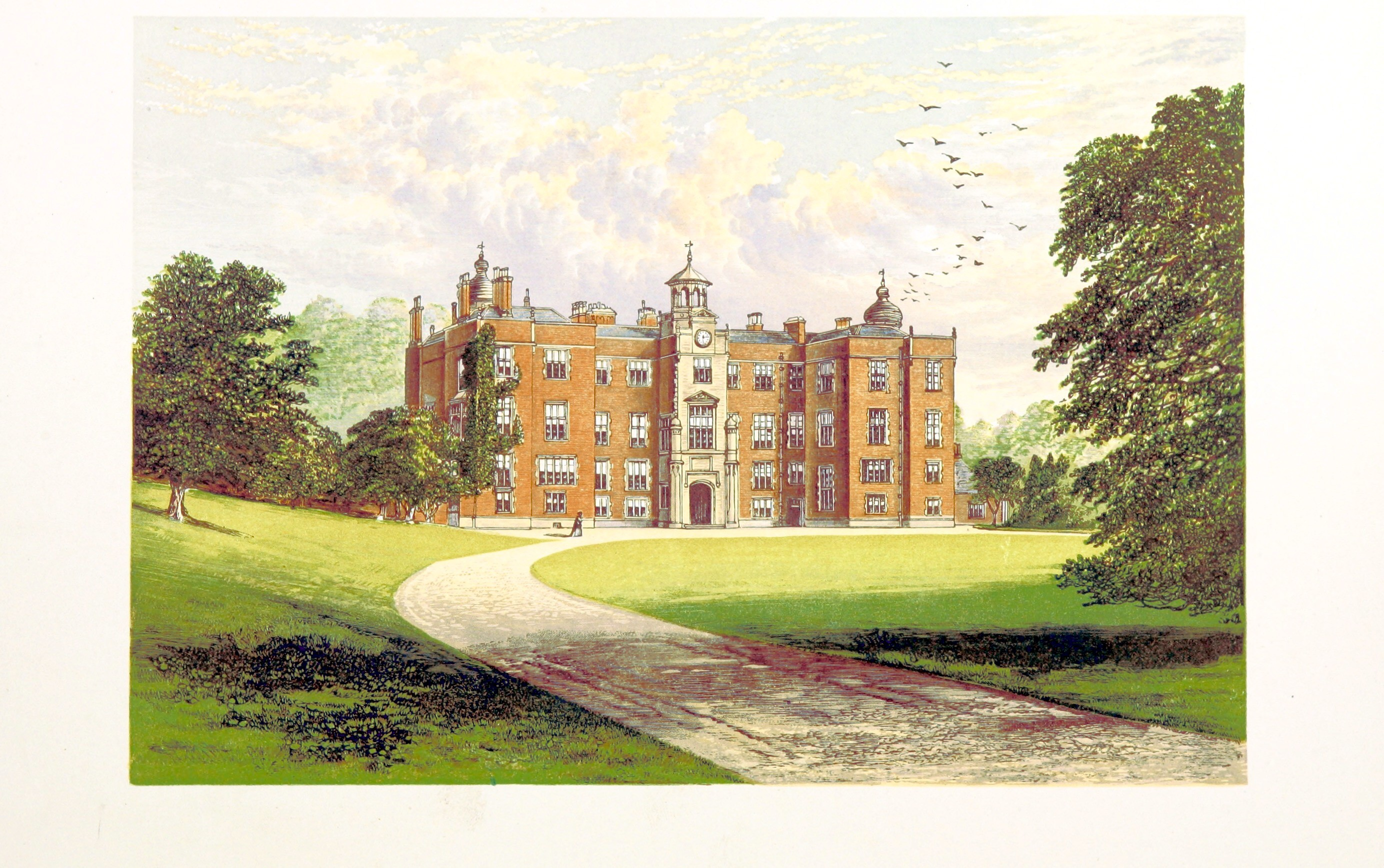
Zámek Beaudesert Park (Staffordshire), hlavní rodové sídlo v 16.–20. století

Na počátku vzestupu rodiny Pagetů stál William Paget (1506–1563). Jeho otec John Pachett, respektive Paget, měl nejasný původ, ale pocházel z hrabství Staffordshire, kde se pak rodina usadila na několik století. William Paget se zařadil mezi důležité poradce Jindřicha VIII. a vliv si uchoval i za jeho nástupců. Zastával řadu funkcí ve státní správě a uplatnil se jako diplomat. V roce 1552 byl povýšen na barona a získal Podvazkový řád. Jeho původním sídlem byl zrušený klášter Burton Abbey (Staffordshire), ale získal také panství Beaudesert, od jehož názvu byl odvozen titul barona. William měl dva syny, kteří postupně zdědili titul barona. Mladší z nich, Thomas Paget, 3. baron Paget (1544–1590), nechal v letech 1573–1583 postavit hlavní rodové sídlo Beaudesert Park. Později byl obviněn z účasti na spiknutí ve prospěch vězněné skotské královny Marie Stuartovny, odsouzen za velezradu a byl mu odňat baronský titul. Již v následující generaci byl rodině baronát obnoven (1603). William Paget, 5. baron Paget (1609–1678), bojoval za občanské války na straně Karla I., jeho syn William Paget, 6. baron Paget (1637–1712), byl dlouholetým vyslancem v Istanbulu.
Henry Paget, 7. baron Paget (1663–1743), se uplatnil jako politik na přelomu 17. a 18. století a v roce 1714 byl povýšen na hraběte z Uxbridge (ještě za otcova života vstoupil do Sněmovny lordů s titulem barona Burtona odvozeného od původního rodového sídla Burton Abbey). Přežil svého jediného syna lorda Thomase Pageta (1689–1741) a dědicem titulů byl vnuk Henry Paget, 2. hrabě z Uxbridge (1714–1769). Ten zemřel bez potomstva a jím rod Pagetů vymřel.

## Markýzové z Anglesey

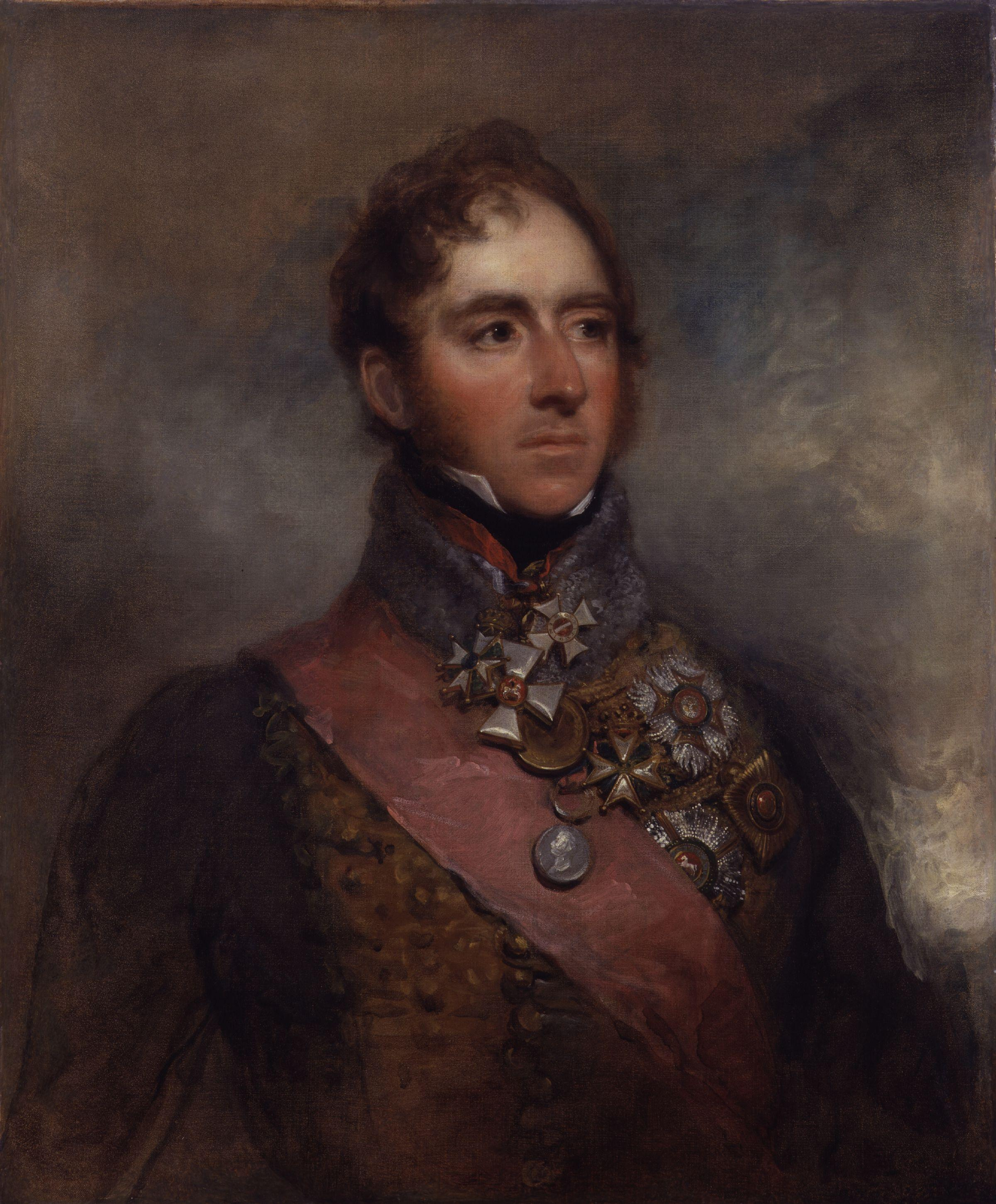
Henry William Paget, 1. markýz z Anglesey (1768–1854)

Zakladatelem nového rodu Pagetů byl Sir Nicholas Bayly (1709–1782), který vlastnil statky ve Walesu se zámkem Plas Newydda oženil se s Caroline Pagetovou, dcerou generála Thomase Pageta. Jejich syn Henry (1744–1812) přijal po vymření Pagetů jejich jméno (Bayly-Paget, respektive pouze Paget, 1769) a v roce 1784 získal obnovený titul hraběte z Uxbridge. V generaci jeho synů se z rodiny Pagetů stala významná aristokratická dynastie s uplatněním v armádě, diplomacii, námořnictvu a státních úřadech. Nejvýznamnějším z nich byl Henry Paget, 2. hrabě z Uxbridge (1768–1854), který se proslavil jako vojevůdce napoleonských válek a hrdina bitvy u Waterloo. V roce 1815 získal titul markýze z Anglesey a v armádě dosáhl hodnosti polního maršála. Mladší synové markýze užívají zpravidla titul lorda a díky početnému potomstvu se rodina během 19. století značně rozvětvila. Několik členů rodu dosáhlo u námořnictva a v armádě admirálských a generálských hodností. Arthur Paget (1771–1840) byl vyslancem ve Vídni (1801–1806), tuto funkci později v letech 1884–1893 zastával také jeho syn Augustus Paget (1823–1896). Několik Pagetů zastávalo místodržitelský úřad na ostrově Anglesey a v hrabství Staffordshire, za tyto lokality také někteří členové rodu zasedali v Dolní sněmovně.

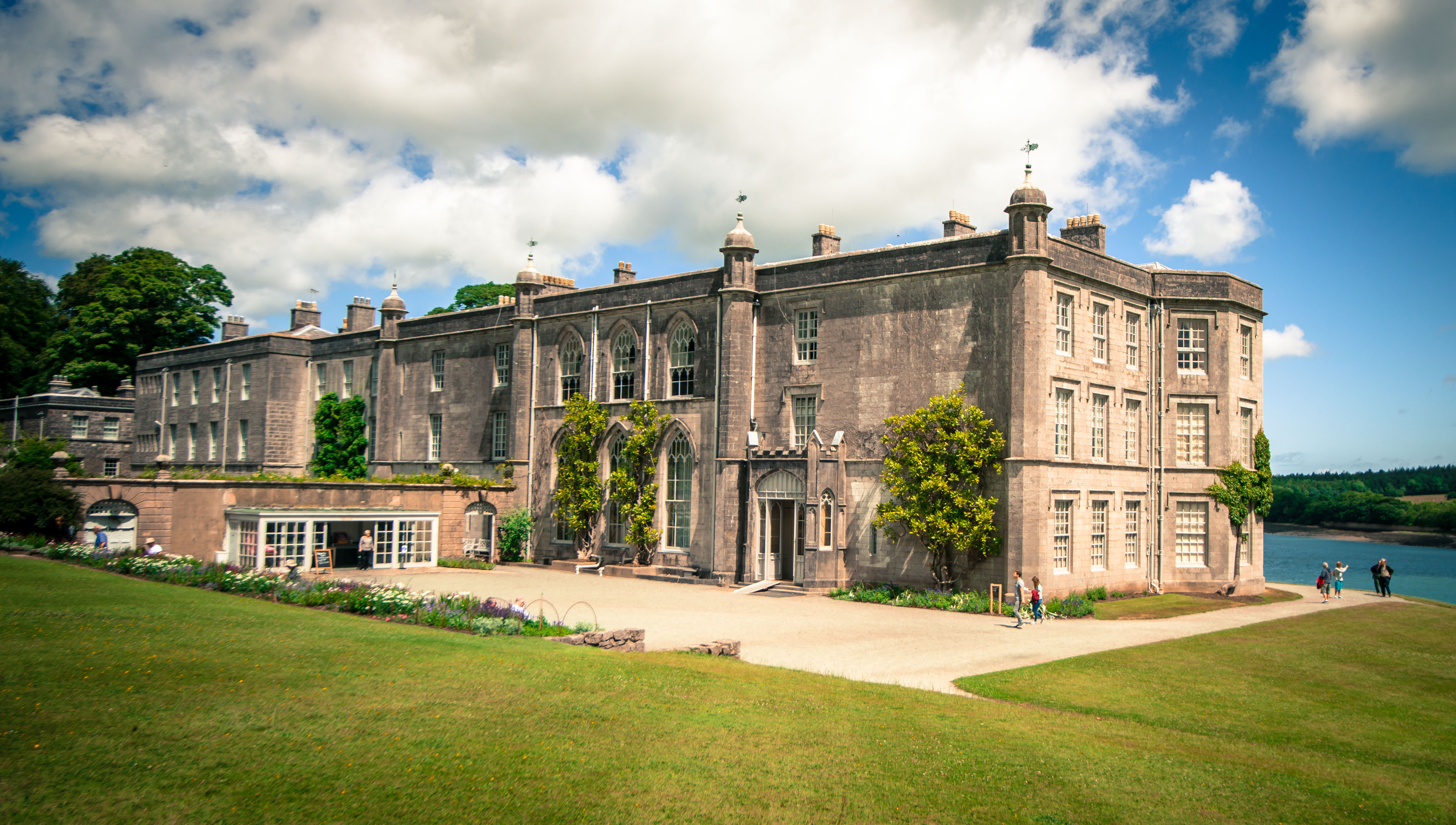
Zámek Plas Newydd (Wales), hlavní sídlo markýzů z Anglesey

Ještě koncem 19. století patřili markýzové z Anglesey k velmi bohatým rodinám, vlastnili rozsáhlé pozemky ve Walesu a v několika anglických hrabstvích s ročními příjmy ve výši 110 000 liber. Do rodového majetku negativně zasáhl svým extravagantním životním stylem Henry Paget, 5. markýz z Anglesey (1875–1905), který za poměrně krátkou dobu dokázal rodové dědictví zatížit obrovskými dluhy. Pořádal opulentní večírky a divadelní představení, v nichž sám účinkoval jako herec, ve velkém nakupoval drahokamy a kožešiny, zemřel předčasně v Monte Carlo. Jeho dědicem byl bratranec Charles Henry Paget, 6. markýz z Anglesey (1885–1947), který byl v letech 1922–1947 nejvyšším komořím královny [[Marie z Tecku]. Na umoření zděděných dluhů ve výši půl miliónu liber musel prodat nejstarší rodové sídlo Beaudesert Park, které bylo později zbořeno. Jeho syn Henry Paget, 7. markýz z Anglesey (1922-2013), byl spisovatelem a mimo jiné se věnoval dějinám svého rodu (napsal životopis maršála 1. markýze z Anglesey).
Současným představitelem rodu je Charles Alexander Paget, 8. markýz z Anglesey (*1950), jehož majetkem nadále zůstává rodové sídlo Plas Newydd ve Walesu, spravuje je ale organizace National Trust. Dcera 8. markýze Clara Paget (*1988) je herečkou, hrála v americkém seriálu Pod černou vlajkou.

## Osobnosti

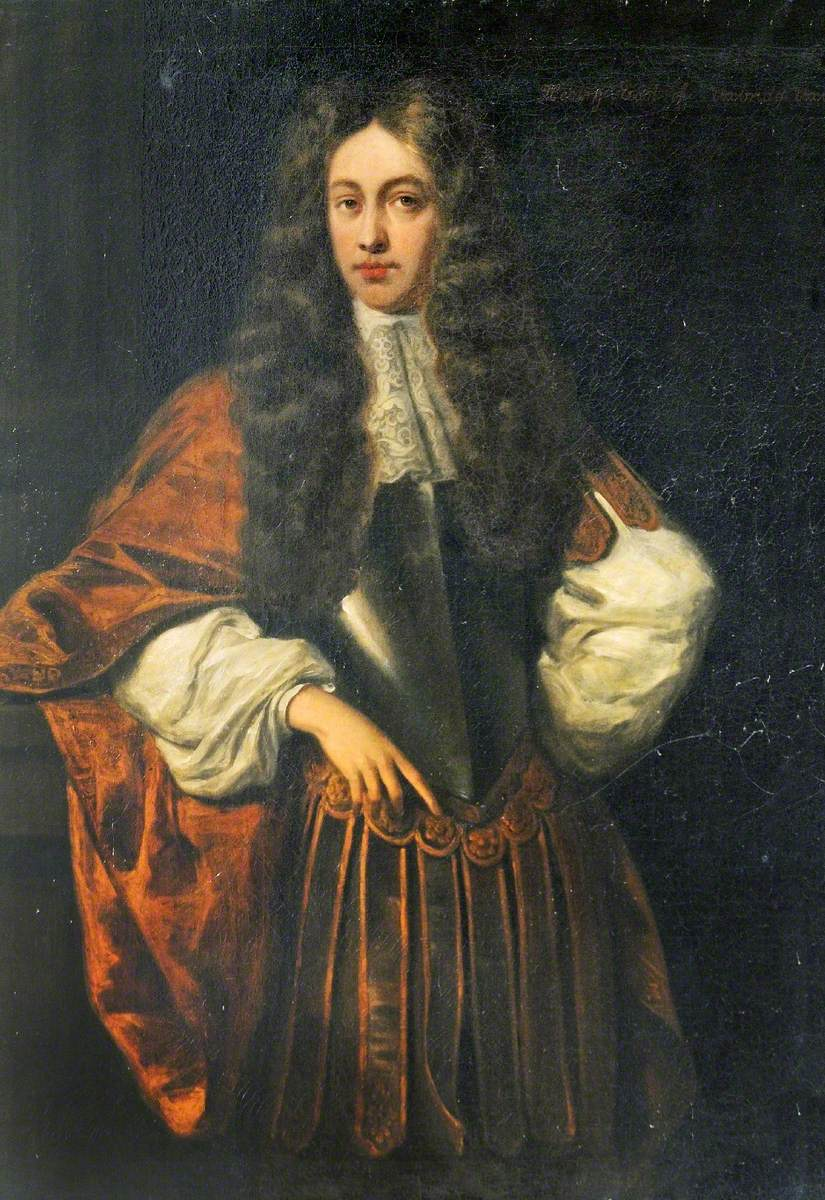
Henry Paget, 1. hrabě z Uxbridge (1663–1743)

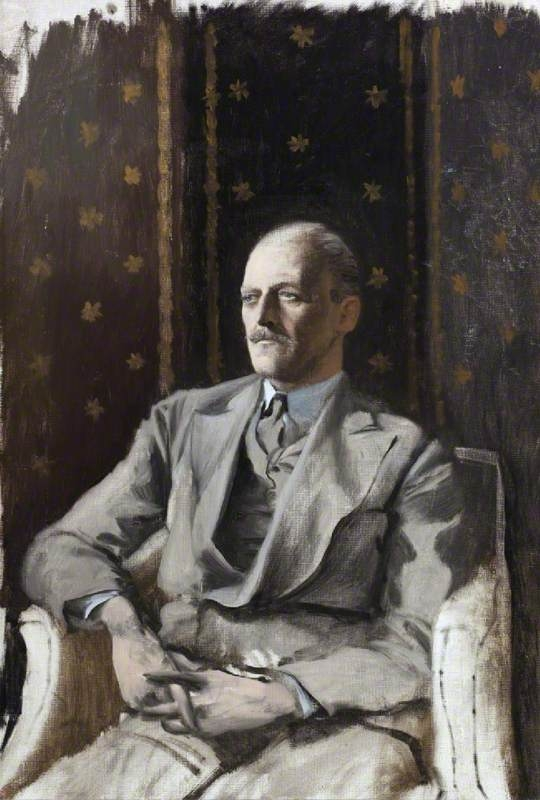
Charles Paget, 6. markýz z Anglesey (1885–1947)

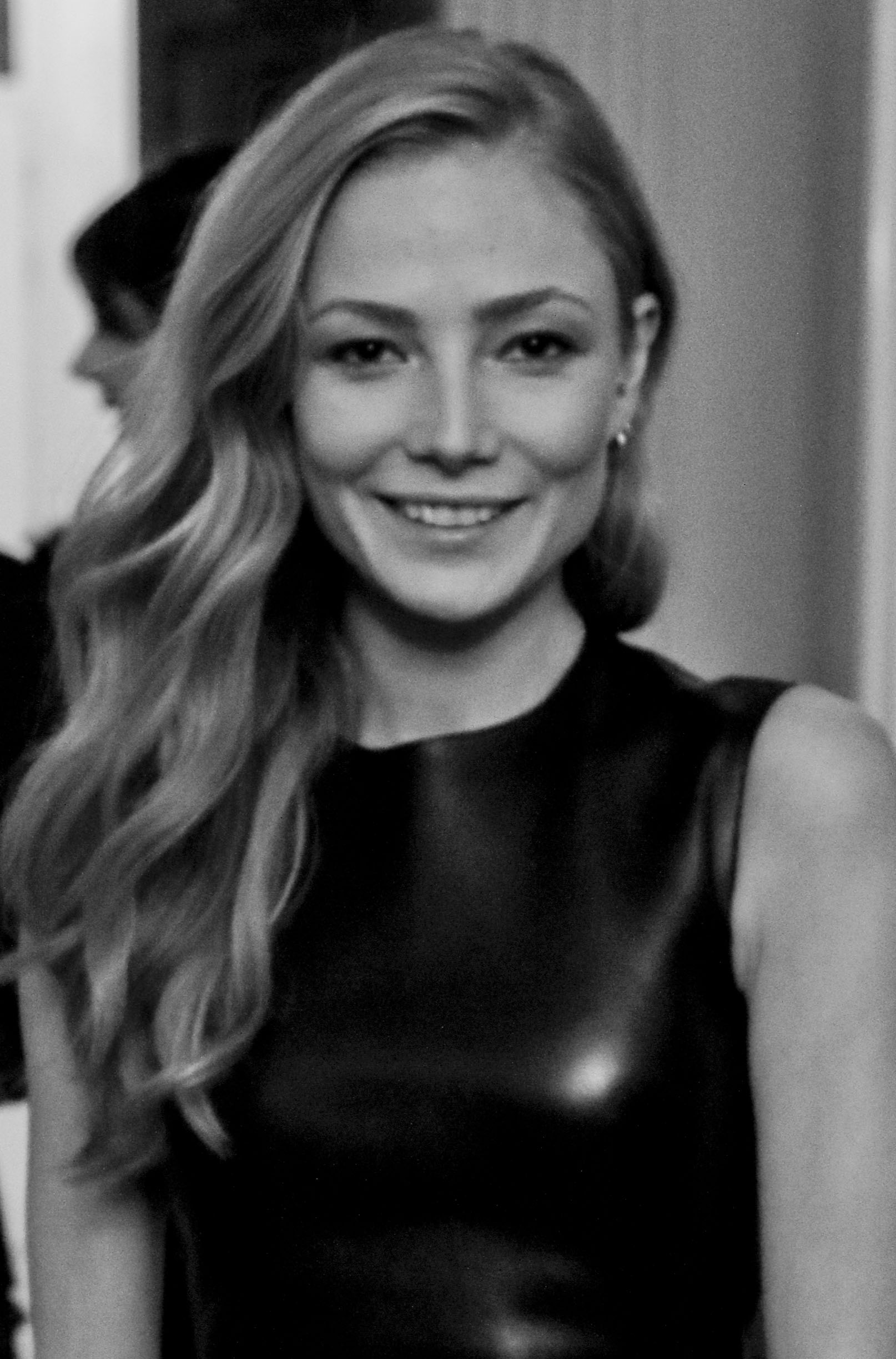
Clara Paget (*1988), filmová a televizní herečka, dcera 8. markýze z Anglesey

- William Paget, 1. baron Paget (1506–1563), státník, diplomat, rytíř Podvazkového řádu, 1549 baron Paget
- Thomas Paget, 3. baron Paget (1544–1590), politik, 1587 odsouzen za velezradu, rodině odebrán titul barona
- William Paget, 4. baron Paget (1572–1628), voják, diplomat, 1603 navrácení titulu barona
- William Paget, 5. baron Paget (1607–1678), voják, politik, účastník občanské války
- William Paget, 6. baron Paget (1637–1712), diplomat, vyslanec ve Vídni a Istanbulu
- Henry Paget, 1. hrabě z Uxbridge (1663–1743), politik, dvořan, 1714 hrabě z Uxbridge
- Thomas Paget (1685–1741), generál, člen Dolní sněmovny, guvernér na Minorce
- Henry Paget (Bayly), 1. hrabě z Uxbridge (1744–1812), politik, dvořan, 1784 hrabě z Uxbridge
- Henry William Paget, 1. markýz z Anglesey (1768–1854), polní maršál, místokrál v Irsku, 1815 markýz z Anglesey
- William Paget (1769–1794), námořní kapitán, člen Dolní sněmovny
- Sir Arthur Paget (1771–1840), diplomat, člen Dolní sněmovny, vyslanec ve Vídni a Istanbulu
- Sir Edward Paget (1775–1849), generál, člen Dolní sněmovny, guvernér na Cejlonu
- Sir Charles Paget (1778–1839), admirál, člen Dolní sněmovny, vrchní velitel v severní Americe
- Berkeley Thomas Paget (1780–1842), politik, člen Dolní sněmovny
- Henry Paget, 2. markýz z Anglesey (1797–1869), politik, dvořan, nejvyšší komoří Spojeného království
- lord William Paget (1803–1873), námořní kapitán, člen Dolní sněmovny
- lord Clarence Paget (1811–1895), admirál, člen Dolní sněmovny, vrchní velitel ve Středomoří
- lord Alfred Paget (1816–1888), generál, člen Dolní sněmovny, maršálek královského dvora
- lord George Paget (1816–1880), generál, člen Dolní sněmovny, generální inspektor jezdectva
- Sir Augustus Paget (1823–1896), diplomat, velvyslanec v Římě a ve Vídni
- Arthur Cecil Henry Paget (1839–1924), admirál[3]
- Sir Arthur Henry Fitzroy Paget (1851–1928), generál, vrchní velitel v Irsku
- Sir Alfred Wyndham Paget (1852–1918), admirál, vrchní velitel u břehů Irska
- Almeric Paget, 1. baron Queenborough (1861–1949), politik, podnikatel, pokladník Společnosti národů, 1917 baron Queenborough
- Sir Ralph Spencer Paget (1864–1940), diplomat, vyslanec v Bangkoku, Kodani, velvyslanec v Rio de Janeiro
- Charles Paget, 6. markýz z Anglesey (1885–1947), dvořan, nejvyšší komoří královny Marie z Tecku
- Clara Paget (*1988), filmová a televizní herečka

## Zajímavosti
- Po 1. hraběti z Uxbridge bylo v roce 1727 pojmenováno město Uxbridge v USA
- Na rodovém panství na ostrově Anglesey se nachází obec s nejdelším názvem na světě Llanfairpwllgwyngyllgogerychwyrndrobwllllantysiliogogogoch